# Absalón Valencia Zavala
Absalón Valencia Zavala (Los Andes, 20 de julio de 1877 - Santiago, 24 de septiembre de 1950) fue un abogado y político chileno, miembro del Partido Liberal Democrático. Se desempeñó como parlamentario y ministro de Estado en los gobiernos de los presidentes Ramón Barros Luco y Arturo Alessandri y, luego, como biministro en las carteras de Justicia y Hacienda, durante la vicepresidencia de Abraham Oyanedel entre octubre y diciembre de 1932.

## Familia y estudios
Nació en la comuna chilena de Los Andes el 20 de julio de 1877, hijo de Silvestre Valencia López y Norberta Zavala Herrera. Realizó sus estudios primarios y secundarios en el Liceo de Cauquenes, y luego los superiores en la Universidad de Chile, donde juró como abogado el 16 de septiembre de 1897, con la tesis titulada La propiedad literaria.
Un año después de graduarse desempeñó el cargo de secretario del Juzgado de Talcahuano, y en 1903 fue promovido a relator de la Corte de Concepción. Por otra parte, formó parte de la Sociedad "El Morro" de Talcahuano, concesionaria de la explotación del muelle de ese puerto, que él había organizado y llevado a alto nivel. Cuando fue elegido como diputado, renunció a toda participación en la institución.
Se casó en 1917 con María Luisa Montau Moreira, con quien tuvo cuatro hijos.

## Carrera política
En 1911 renunció a la relatoría, se incorporó al Partido Liberal Democrático y presentó su candidatura por la agrupación de Bío-Bío; fue elegido como diputado por La Laja, Nacimiento y Mulchén, por el periodo legislativo 1912-1915. Durante su gestión integró la comisión permanente de Legislación y Justicia.
Paralelamente, en 1914 el presidente Ramón Barros Luco, lo nombró como ministro de Industria, Obras Públicas y Ferrocarriles, desempeñandose en esa función entre el 6 de septiembre de 1914 y el 7 de junio de 1915.
En las elecciones parlamentarias de 1915, fue reelegido como diputado por la misma agrupación, por el periodo 1915-1918. En esa oportunidad integró la Comisión Permanente de Elecciones y continuó también en la Comisión Permanente de Legislación y Justicia.
Luego de un receso, en las elecciones parlamentarias de 1921, volvió a ser elegido como diputado, pero por Santiago, por el periodo 1921-1924. En esa ocasión fue miembro de la Comisión Permanente de Legislación y Justicia; diputado reemplazante en la Comisión Permanente de Policía Interior.
De la misma manera, bajo el gobierno del presidente Arturo Alessandri, volvió a ejercer como ministro de Industria, Obras y Ferrocarriles, desde el 21 de diciembre de 1922 hasta 1923.
En las elecciones parlamentarias de 1924, fue reelegido como diputado por Santiago, por el periodo 1924-1927; integró la Comisión Permanente de Legislación Social y la Comisión Permanente de Corrección de Estilo. Sin embargo no logró finalizar su periodo parlamentario, debido a que fue disuelto el Congreso Nacional, el 11 de septiembre de 1924, por decreto de una Junta de Gobierno, establecida tras un golpe de Estado.
Posteriormente, en las elecciones parlamentarias de 1925, fue elegido como senador por la Novena Agrupación Provincial (correspondiente a las provincias de Ñuble, Concepción y Bío-Bío), por el periodo 1926-1934. Esta vez fue miembro de la Comisión Permanente de Constitución, Legislación y Justicia y Reglamento y de la Comisión Permanente de Policía Interior; fue también senador reeplazante en la Comisión Permanente de Relaciones Exteriores. Sin embargo, nuevamente no finalizaría su periodo debido a que el Congreso Nacional fue disuelto tras el golpe de Estado del 4 de junio de 1932 que derrocó al gobierno del radical Juan Esteban Montero.
En la vicepresidencia de Abraham Oyanedel, fue nombrado para asumir simultáneamente la cartera de Hacienda y la de Justicia, desde el 2 de octubre hasta el 24 de diciembre de 1932.
Tres años más tarde, fue alcalde de Santiago durante abril de 1935 y junio de 1936. Fue también consejero de la Empresa de los Ferrocarriles del Estado y director del Banco Español-Chile en 1935. Además, fue socio del Club de La Unión, del Club Liberal y del Club de Septiembre.
Falleció en Santiago de Chile el 24 de septiembre de 1950, a los 73 años.